# Регионален федерален съд на Пети регион
Регионален федерален съд на Пети регион (на португалски: Tribunal Regional Federal da 5ª Região, TRF5) с официално седалище в Ресифе е едно от шестте регионални федерални съдилища в Бразилия - второинстанционен съд на федералното правосъдие в Бразилия, чиято юрисдикция се разпростира върху щатите Алагоас, Сеара, Параиба, Пернамбуко, Рио Гранде до Норте и щата Сержипе.
Към момента в състава на Регионалния федерален съд на Пети регион работят петнадесет федерални съдии.

## История
За да се проследи историята на Регионален федерален съд на Пети регион, трябва да се имат предвид няколко промени в бразилската съдебна система, случили се преди създаването на този съд. Бразилската конституция от 1934 г. учредява федералния дял на правораздаването в страната, а Конституцията от 1937 г. доразвива неговите функции и структура. През 1946 г. новата Конституция създава втора инстанция на федералното правораздаване в лицето на бившия Федерален апелативен съд. По инициатива на военния режим, установен в страната през 1964, с институционален акт от 27 октомври 1965 първата инстанция на федералното правосъдие се обвързва с фигурите на федералните съдии.
В последната Конституция на Бразилия от 1988, наричана Гражданска конституция, се учредяват и Регионалните федерални съдилища, които трябва да заменят и реорганизират юрисдикцията на бившия Федерален апелативен съд, с уговорката, че седалището и юрисдикцията на всеки от тези нови съдилища ще се определят с обикновен закон (чл. 106 и чл. 107).
Като последствие чл. 27 от преходните и заключителните разпоредби на Конституцията дава срок от шест месеца след влизането ѝ в сила да се създадат пет регионални федерални съдилища, чиито юрисдикции и седалища трябва да бъдат определени от все още съществуващия Федерален апелативен съд съобразно броя на делата и по географски принцип. Юрисдикциите и седалищата на тези пет регионални федерални съдилища са определени с Резолюция 1 от 6 октомври 1988 г. и със закон 7.727/89. Тези нормативни актове определят първоначалния състав на съда на десет съдии, осем от които са федерални съдии, ефективно упражнявали професията си над десет години, един адвокат с над десет години стаж, и един прокурор от Федералната прокуратура, който е практикувал професията си над десет години.
На 30 март 1989 г. Регионалният федерален съд на Пети регион официално се настанява в двореца „Фрей Канека“ на булевард „Круз Кабуга“ в Ресифе — бивша резиденция на вицегубернатора на Пернамбуко, определена за временно седалище на съда. През февруари 1994 г. е открита и новата сграда на съда на Каис де Аполо, която от 1995 г. се нарича „Сграда на министър Джаки Фалкао“.
Съгласно вътрешния правилник на съда председателят и заместник-председателят на регионалния съд притежават едногодишен мандат, без право на преизбиране, но през 1997 г. мандатите им стават двугодишни.
През 2000 г. закон 9.967/2000 увеличава състава на съда с още пет съдии и разширява администрацията с длъжността регионален корежедор (съдебен инспектор), чиито функции дотогава са се съвместявали с тези на заместник-председателя на съда. Същата година с поправка в правилника на съда неговите членове започват да се наричат федерални десембаргадори по примера на други регионални федерални съдилища.

## Юрисдикция
До 2013 юрисдикцията на съда обхваща щатите Алагоас, Сеара, Параиба, Пернамбуко, Рио Гранде до Норте и Сержипе. През 2013 г. Националният конгрес на Бразилия гласува поправка в конституцията, която отделя от юрисдикцията на съда щата Сержипе и го присъединява към юрисдикцията на новосъздадения Регионален федерален съд на Осми регион. Конституционната поправка обаче е суспендирана от Върховния федерален съд, което запазва предишното статукво.
Един от основните прерогативи на Регионалния съд е да определя броя, вида и териториалната юрисдикция на първоинстанционните федерални съдилища в Пети съдебен регион. За по-ефективнaтa организация на федералното правораздаване юрисдикцията на съда се поделя на шест основни части, наричани съдебни секции (seçãos judiciárias), чиято юрисдикция обхваща един от щатите в юрисдикцията на Регионалния съд, а седалищата им — териториални представителства на Регионалния съд — се намират в столиците на съответните щати. Всяка секция от своя страна се поделя на няколко съдебните окръга — съдебни подсекции (subseçãos judiciárias), чиято юрисдикция обхваща една или няколко общини. Във всяка съдебна подсекция функционират определен от Регионалния съд брой първоинстанционни федерални съдилища (на португалски: varas federais):
- Съдебна секция Алагоас - състои се от 8 съдилища — седем в Масейо и 1 в Арапирака (юридическа подсекция Арапирака).
- Съдебна секция Сеара - състои се от 21 съдилища: 16 от тях във Форталеза и 5 съдилища в трите юридически подсекции Лимоейро до Норте, Жуазейро до Норте и Собрал.
- Съдебна секция Параиба - състои се от 9 съдилища: 5 в Жоао Пасоа и 4 в двете юридически подсекции Кампина Гранде и Соза.
- Съдебна секция Пернамбуко - състои се от 24 съдилища: 17 от тях — във Форталеза (5 от тях са специализирани съдилища, оторизирани да разглеждат дела за престъпления срещу Националната финансова система, фискални престъпления и криминални деяния) и 7 в петте юридически подсекции Петролина, Каруару, Сера Теляда, Селгуейро и Гаранюнс;
- Съдебна секция Рио Гранде до Норте - състои се от 9 съдилища: 7 в Натал, едно от които за специализирана материя, и 2 в двете подсекции Кайко и Мосоро.
- Съдебна секция Сержипе - състои се от 7 съдилища: 5 в Аракажу и 2 в двете подсекции Истансия и Итабаяна.